# Aurélia (film)
Pour plus de détails, voir Fiche technique et Distribution.
Aurélia est un moyen métrage français réalisé par Anne Dastrée, sorti en 1964.

## Fiche technique
- Titre : Aurélia
- Réalisation : Anne Dastrée
- Assistant : Marin Karmitz
- Scénario : Anne Dastrée, d'après le récit de Gérard de Nerval
- Dialogues : René de Obaldia
- Conseiller : Jean Delay
- Photographie : Andréas Winding
- Son : Jacques Maumont
- Décors : Pierre Lévy
- Musique : Alban Berg
- Montage : Maryse Siclier et Danielle Azenin
- Production : Filmex
- Durée : 35 minutes
- Date de sortie : 4 mars 1964

## Distribution
- Serge Reggiani : Gérard
- Clotilde Joano : Aurélia
- Henri Serre
- Antoine Bourseiller
- Nicolas Bataille
- François Maistre
- Hélène Dieudonné
- Hubert Deschamps
- Paul Crauchet

## Sélection
- 1964 : Biennale de Venise (Festival du film d'art)